# Novi izvor
Novi izvor (bulgariska: Нови извор) är ett distrikt i Bulgarien.   Det ligger i kommunen Obsjtina Asenovgrad och regionen Plovdiv, i den centrala delen av landet, 160 km sydost om huvudstaden Sofia.
Trakten runt Novi izvor består till största delen av jordbruksmark. Runt Novi izvor är det ganska tätbefolkat, med 100 invånare per kvadratkilometer.